# Lispe sexnotata
Lispe sexnotata är en tvåvingeart som beskrevs av Macquart 1843. Lispe sexnotata ingår i släktet Lispe och familjen husflugor. Inga underarter finns listade i Catalogue of Life.